# Вулиця Головатого (Львів)
Вулиця Головатого — вулиця у Залізничному районі міста Львова, у місцевості Сигнівка. Бере свій початок від вулиці Виговського та прямує до роздоріжжя вулиць Вагонної та Мостової. Прилучаються вулиці: Караджича, Яворницького, Паровозна.

## Історія
Вулиця виникла у середині 1960-х років. Перша назва — вулиця Бічна Терешкової, на честь першої у світі жінки-космонавта Валентини Терешкової. 1977 року була перейменована на вулицю Заячківського, на честь Мирона Заячківського, одного з керівників КПЗУ. 1992 року отримала сучасну назву — вулиця Головатого, на честь козацького кошового отамана Антона Головатого.

## Забудова
Основу забудови вулиці Антона Головатого складають шість п'ятиповерхових будинків зведених 1965 року у стилі радянського конструктивізму. Головною будівлею вулиці та мікрорайону в цілому є трибанний греко-католицький храм Положення Пояса Пресвятої Богородиці, зведений у 1994—2005 роках.
Церква та парафія
Наприкінці 1990-х років на недіючому спортивному майданчику, що між Львівською СЗОШ № 77 (вул. Виговського, 7а) та ДВЗ № 111 загального розвитку (вул. Виговського, 1а) було зведено дерев'яну каплицю навколо якої пізніше утворилася греко-католицька парафія Положення пояса Пресвятої Богородиці. Протягом 1994—2005 років недалеко від каплиці, при перетині вулиць Антона Головатого та Дмитра Яворницького за проєктом архітектора Миколи Обідняка було зведено храм Положення Пояса Пресвятої Богородиці. Архітектурний образ храму поєднує візантійську традицію з модерними стильовими формами.
3 січня 2011 року Високопреосвященний Архієпископ Львівський, Владика Ігор (Возьняк) освятив Ікону Пресвятої Богородиці з цінною реліквією — частиною поясу, що була прикладена до поясу Пресвятої Богородиці. З 28 по 30 грудня 2012 року у храмі перебували мощі блаженної Йосафати Гордашевської.

## Навколо вулиці
Вулиця розташована недалеко від залізничної лінії Львів—Чернівці. Між непарними будинками та СЗОШ № 77 розташований безіменний сквер.
У 2011–2012 році з парного боку вулиці збудований комплекс багатоповерхових будинків з магазинами, який, втім, належить до вул. Караджича. Подібно, парна сторона вулиці межує з Львівським фізико-математичним ліцеєм. Збудований у 1960-х роках, як інтернат з поглибленим заняттям фізичною культурою, на початку 1990-х років Львівський фізико-математичний ліцей був перетворений на ліцей-інтернат з поглибленим вивченням фізики і математики, а пізніше додалися ще й хімії, біології та економіки.
15 грудня 2017 року виконком ЛМР проголосував за затвердження містобудівних умов та обмежень для проектування пішохідного мосту між вулицями Сулими та Головатого, що проходитиме над залізничною колією та сполучатиме вулиці Залізничного та Франківського районів міста між собою. Вартість робіт по спорудженню моста становить близько 200 тисяч гривень.